# Chelonus kopetdagicus
Chelonus kopetdagicus är en stekelart som först beskrevs av Vladimir Ivanovich Tobias 1966.  Chelonus kopetdagicus ingår i släktet Chelonus och familjen bracksteklar. Inga underarter finns listade i Catalogue of Life.